# Château de Sagonne
Château médiéval puis seigneurie de Jules Hardouin-Mansart à partir de 1699, le château de Sagonne est situé sur la commune de Sagonne, dans le val de Germigny, à 45 km au sud-est de Bourges (Cher).

## Description
Entre Berry et Bourbonnais, le château est classé monument historique depuis 1914. Il comporte un imposant donjon et les restes d'une enceinte fortifiée sertie de tours, bordée par des douves alimentée par un rû, le Sagonin. Les jardins à la française, créés au début du XVIIIe siècle et disparus depuis, longtemps attribués à André Le Nôtre, furent en fait une des réalisations emblématiques de Jules Hardouin-Mansart en la matière.

## Historique
Ancien oppidum, construit le long de la voie romaine qui reliait Lyon à Bourges en passant par Autun, le site est mentionné pour la première fois par écrit en 832 par une charte par laquelle Wicfried, comte de Bourges, donne ce domaine à sa fille Agane à l'occasion de son mariage avec Robert, qui est peut-être l'un des aïeux d'Hugues Capet.
Vassale des comtes de Champagne et de Blois, la seigneurie de Sagonne (comme Jouy) appartient au domaine des comtes de Sancerre (branche cadette des Blois-Champagne) depuis 1265/1267. Ils en avaient hérité des Charenton-Montfaucon, les Charenton l'ayant eux-mêmes depuis le XIIe siècle, et peut-être avant eux depuis le Xe siècle leurs ancêtres supposés les princes de Déols (Châteauroux). Le château est élevé au cours du XIVe siècle pour contrôler l'itinéraire de Bourges à Sancoins. C'est à cette époque que les fossés sont remplacés par des douves en eau.
En janvier 1423, Sagonne est réquisitionné par le Dauphin de France, futur Charles VII, pour y mettre garnison contre les Anglais qui tenaient la Charité-sur-Loire.
Anne de Bueil, héritière des Sancerre, se marie en 1428 avec Pierre d'Amboise, compagnon de Jeanne d'Arc et la dynastie des Amboise possède Sagonne jusqu'à ce que Antoinette d'Amboise soit obligée de le vendre à Jean Babou de La Bourdaisière en 1542.
Sagonne est érigé en comté au XVe siècle et rattaché à la Maison de Chaumont d'Amboise (comme Jouy à Sancoins, qui passa aussi à Jean Babou et connut généralement les mêmes sires que Sagonne). C'est Charles de L'Aubespine, marquis de Châteauneuf et Garde des Sceaux, qui le rachète en 1632. Son neveu, héritier dépensier, se fera saisir son bien afin de rembourser ses créanciers.
Claude Lebas de Montargis, gendre du grand architecte Jules Hardouin-Mansart seigneur de Jouy, rachète le château par adjudication en février 1694 mais le revend dès avril 1695 à Nicolas-Bernard Morel de Boistiroux, conseiller et aumônier du roi, abbé prieur de Buzet. Jules Hardouin-Mansart fait tout son possible pour récupérer la terre vendue par son gendre : il obtient que l'abbé soit soumis au droit de retrait féodal que l'architecte a obtenu, en février 1699, de Louis III de Bourbon, prince de Condé, seigneur du Bourbonnais et comte de Sancerre. Suivant la règle d'Ancien Régime, ce retrait permettait l'annulation d'une vente en enchérissant sur le prix initial. Le 17 mars 1699, Hardouin-Mansart se porte ainsi acquéreur du fief de Sagonne pour 100 600 livres (il avait ajouté 600 livres). Il s'agit pour lui, de posséder un domaine féodal titré pour pouvoir faire valoir son anoblissement par le roi en 1682. Cette acquisition consacre sa réussite sociale, l'architecte venant d'être désigné en janvier, surintendant des Bâtiments, Arts et Manufactures du roi, c'est-à-dire son ministre des arts. Il peut désormais faire figurer ses armes sur tous ses portraits, bâtiments personnels et papiers. Il effectue d'importants travaux de remise au goût du jour du château en 1700-1703, renversant l'accès vers l'est avec la création d'une grande allée avec avant-cour, cour et aile neuve, à droite de celle-ci, dite "aile de Monsieur" et qui remplaçait celle bâtie au XVIe siècle. Il en a confié le chantier à son collaborateur et disciple Pierre Cailleteau dit Lassurance (1655-1724). Il remanie la distribution du château et crée une chapelle vers l'"aile de Madame", symétrique à la précédente, avec décor en trompe-l'œil, figurant des colonnes en marbre rose du Languedoc qui évoquaient celles du Grand Trianon. Les jardins et le potager adjacent se déploient devant l'"aile de Monsieur", logis de l'architecte et sa famille (emplacement du champ actuel).
Cette acquisition est à l'origine de l'acrimonie dont fait preuve Saint-Simon dans ses Mémoires envers Hardouin-Mansart, auquel il trouve tous les défauts de la terre. Il est en effet le petit-neveu de Charles de L'Aubespine et a connu Sagonne dans son enfance. Issu de la haute noblesse, il ne peut supporter qu'un anobli de fraîche date se permette semblable acquisition sur les terres ancestrales des Bourbons.
Au décès de l'architecte en 1708, le château passe à son fils Jacques (1677-1762), comte de Sagonne, en vertu de la donation contenue dans son acte de mariage en 1701 avec Madeleine Bernard, fille du puissant financier Samuel Bernard, banquier de la cour. Impécunieux, il laisse la jouissance de la terre en 1754 à son fils cadet Jacques Hardouin-Mansart de Sagonne (1711-1778), architecte du roi et dernier des Mansart, moyennant la somme de 600 livres. Mansart de Sagonne se livre alors à la restauration du château.
Du fait de sa bâtardise, il ne peut hériter, à la mort de son père en 1762, de Sagonne qui échoit, après moult procès, en 1765, à la marquise Anne Claude Louise d'Arpajon, comtesse de Noailles, sa petite-cousine, arrière-petite-fille d'Hardouin-Mansart et dame d'honneur de la dauphine Marie-Antoinette.

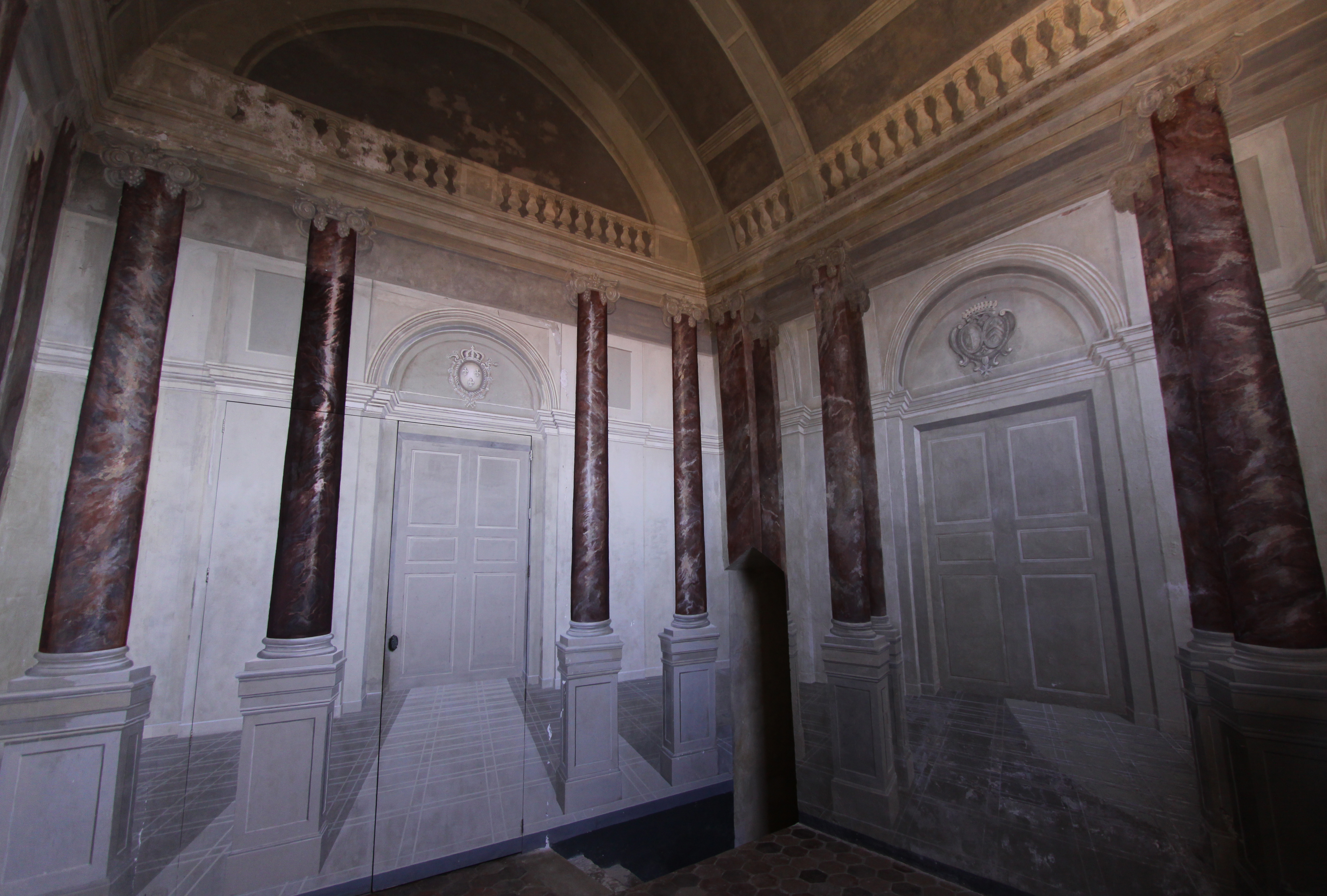
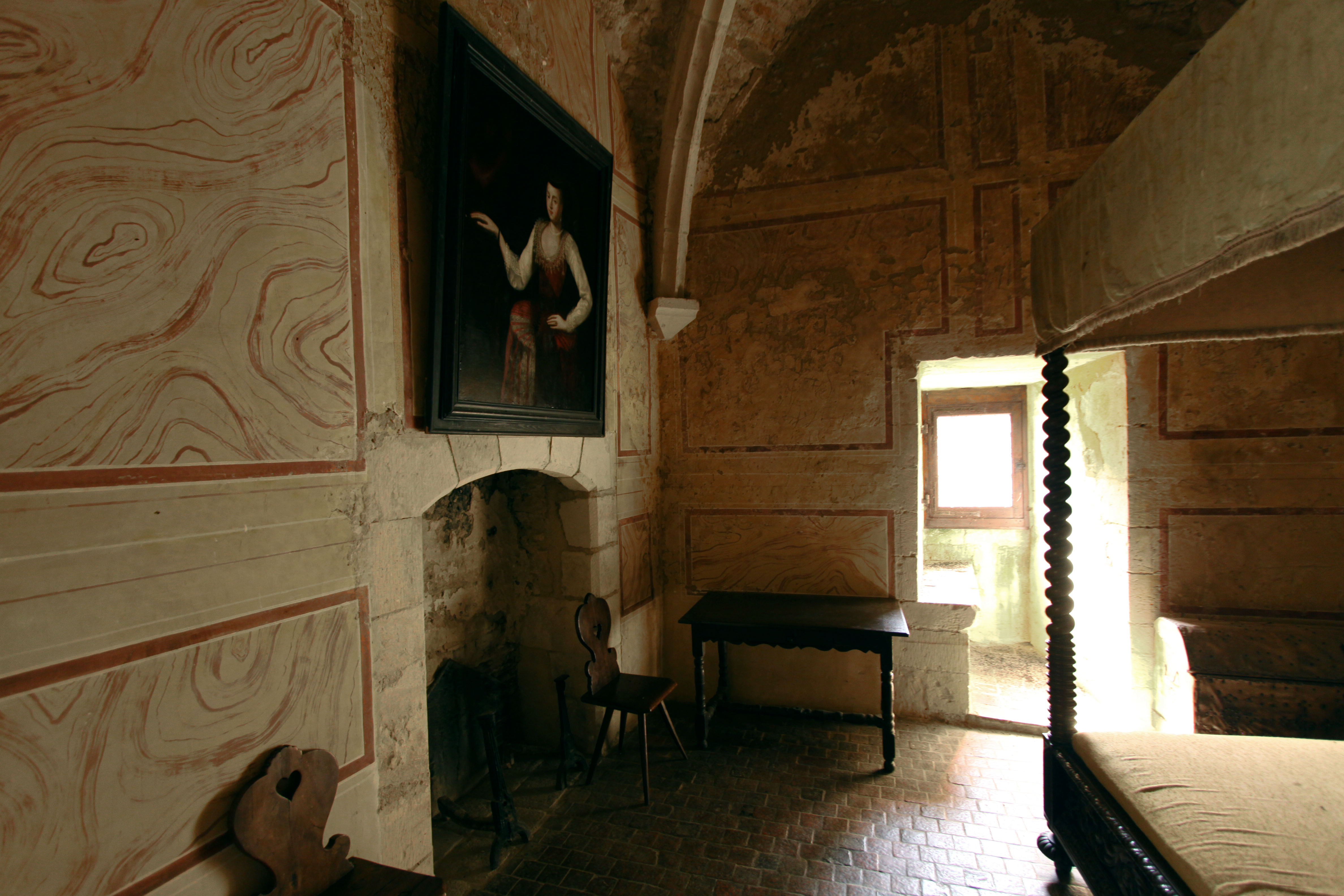
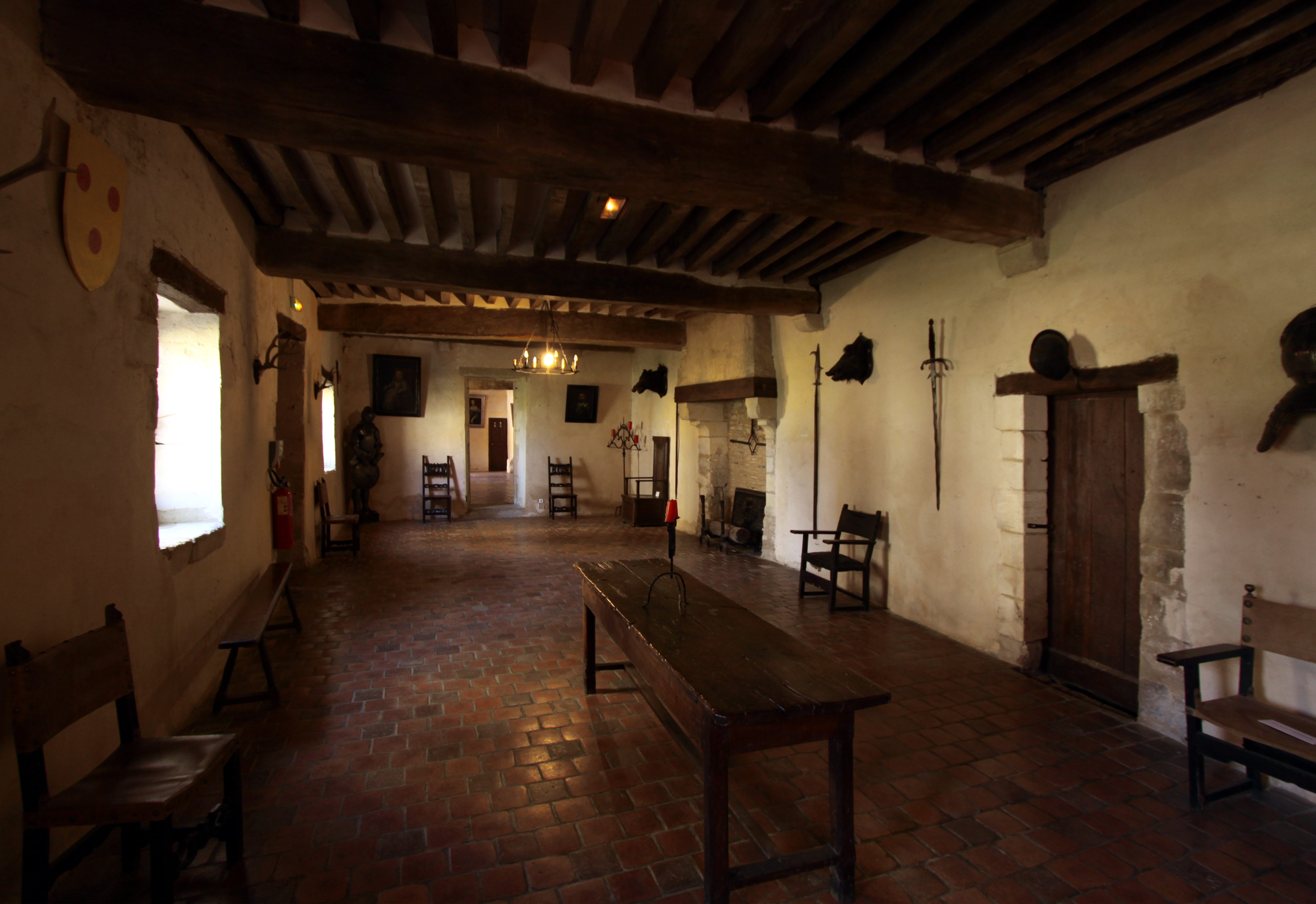

À la Révolution française, la comtesse de Noailles est guillotinée le 27 juin 1794 et le château entre dans une longue période de déclin. Il est pillé, ses toits sont démontés pour récupérer le plomb et il sert de carrière de pierre et de ferme. Le château est classé monument historique dès 1914, mais reste à l'abandon.
C'est à partir de 1977 que, racheté par François Spang-Babou, le château fait l'objet de restaurations lors de chantiers de bénévoles organisés par une association membre de Rempart, visant à redonner forme à ce qui n'était plus que ruines. Le château médiéval est en partie remonté et est aujourd'hui ouvert à la visite. Ainsi, paradoxalement, c'est la partie médiévale, la plus ancienne, qui subsiste tandis que la partie classique du XVIIIe siècle a disparu.

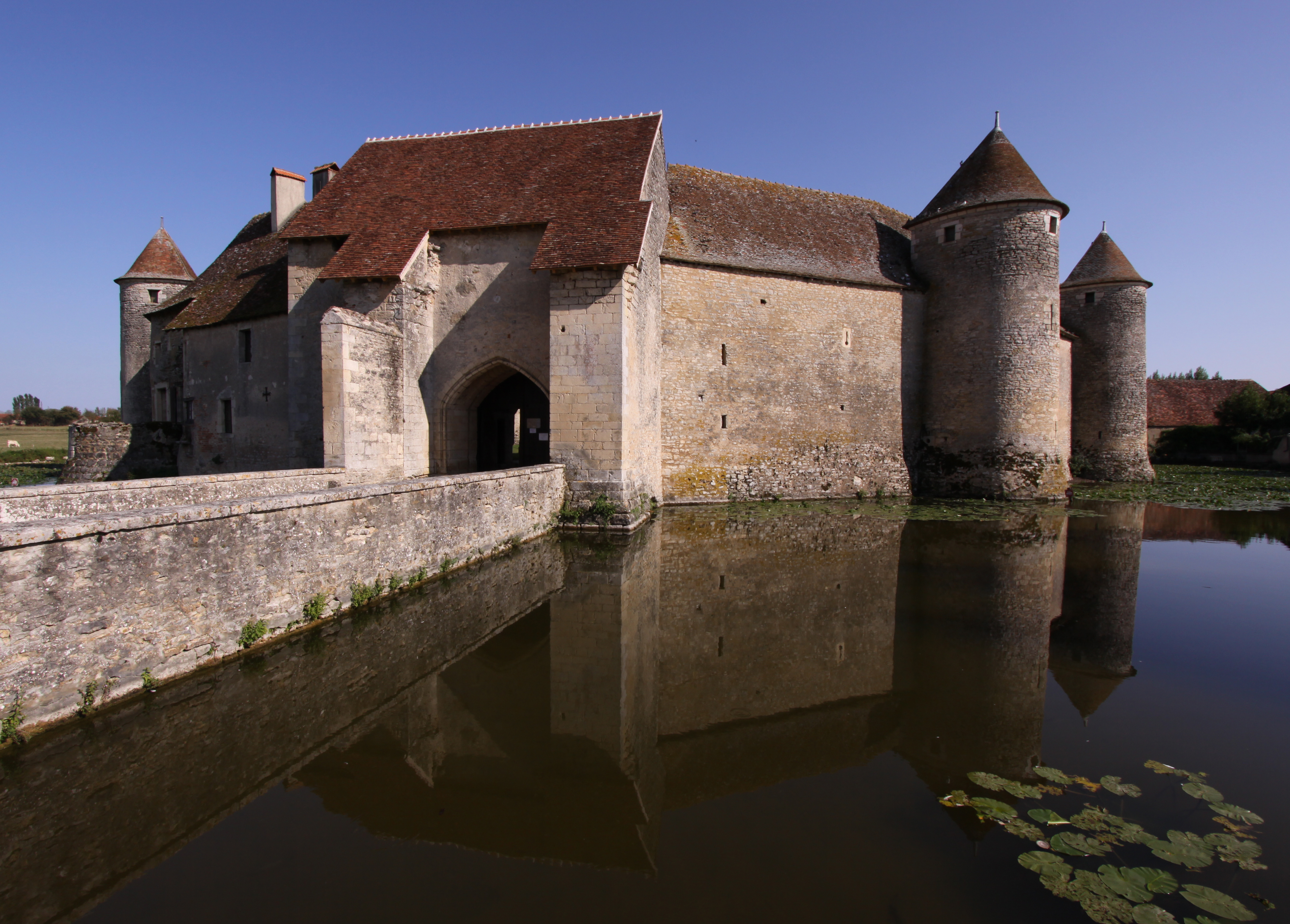
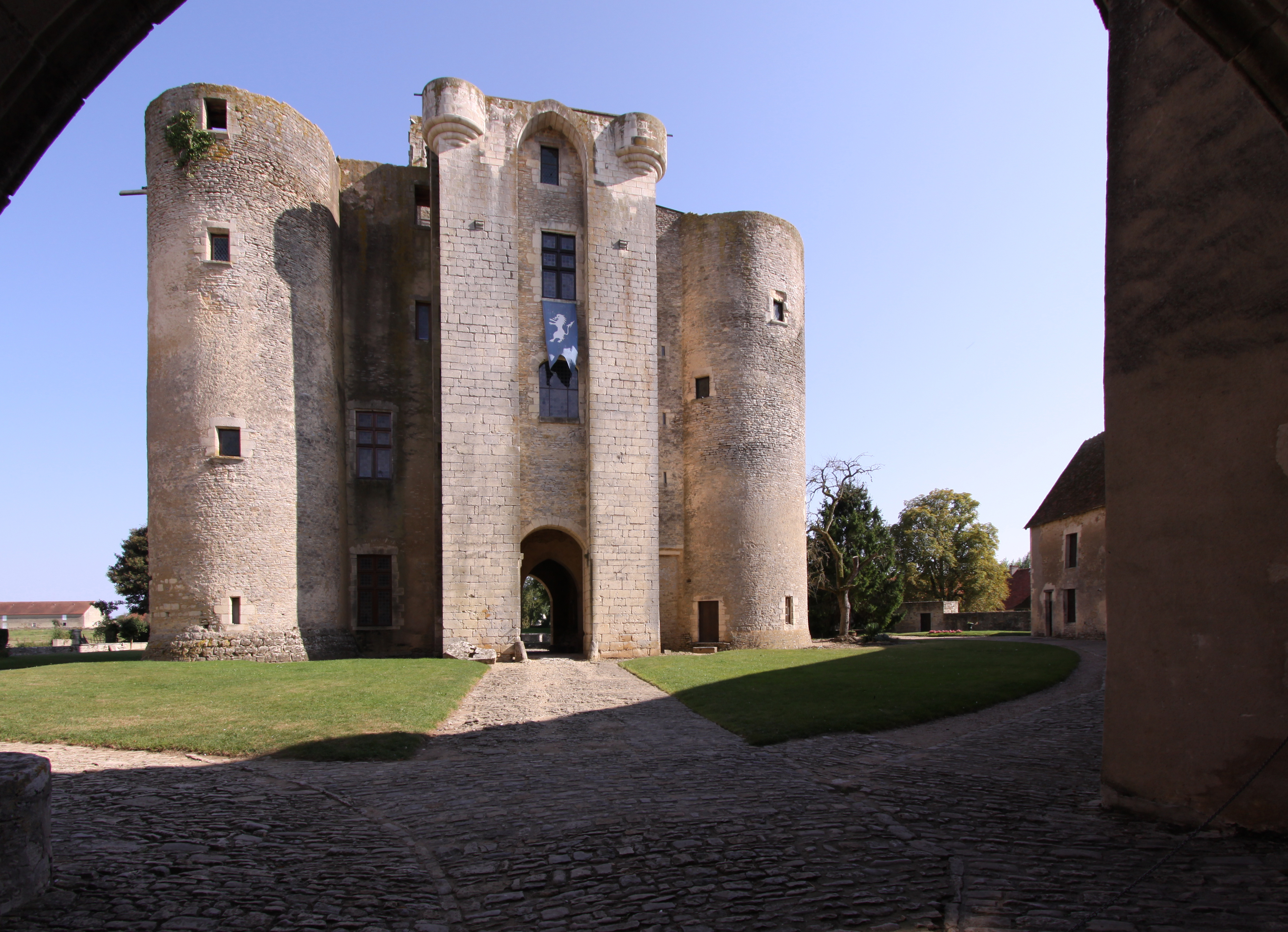
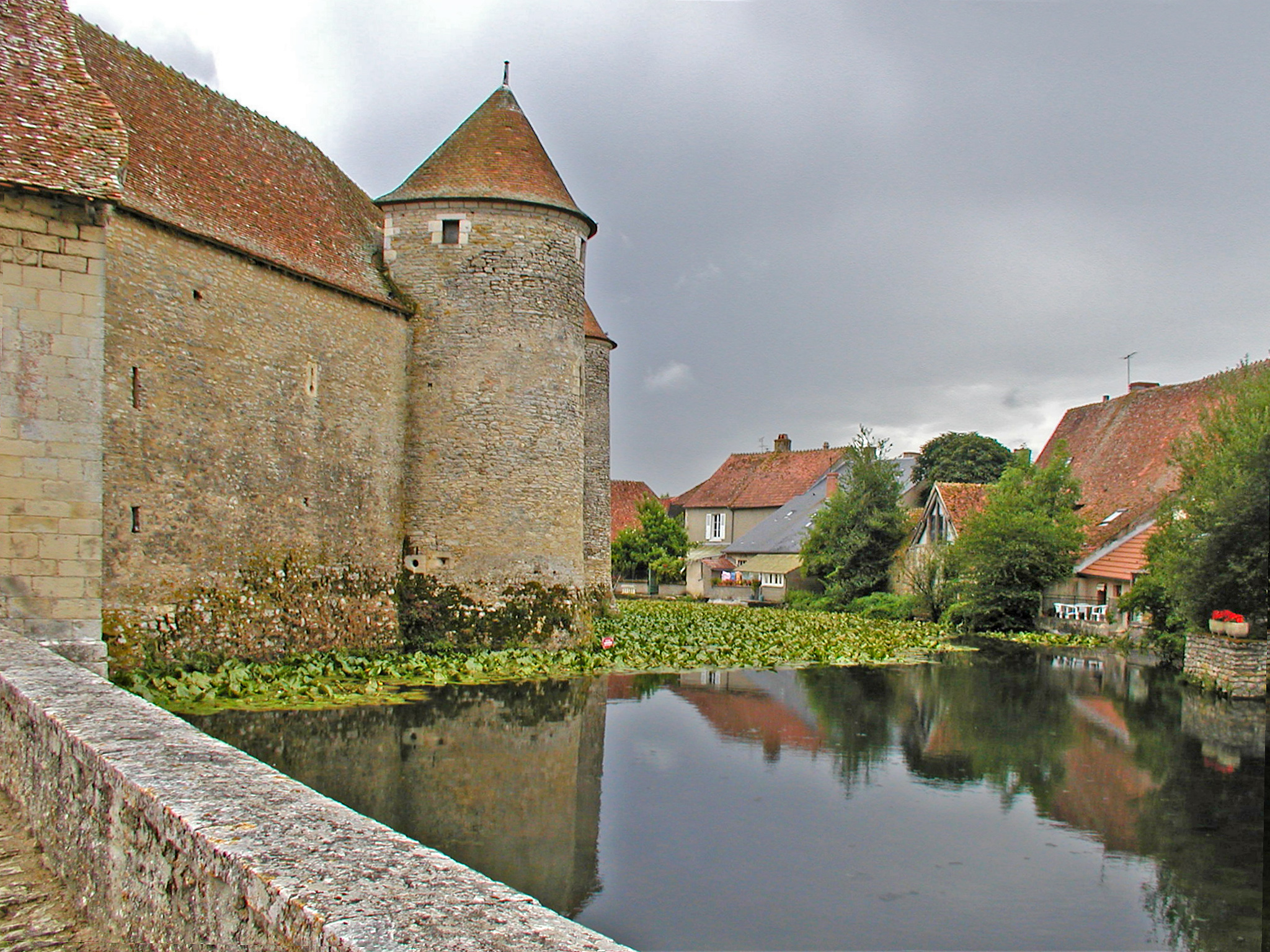
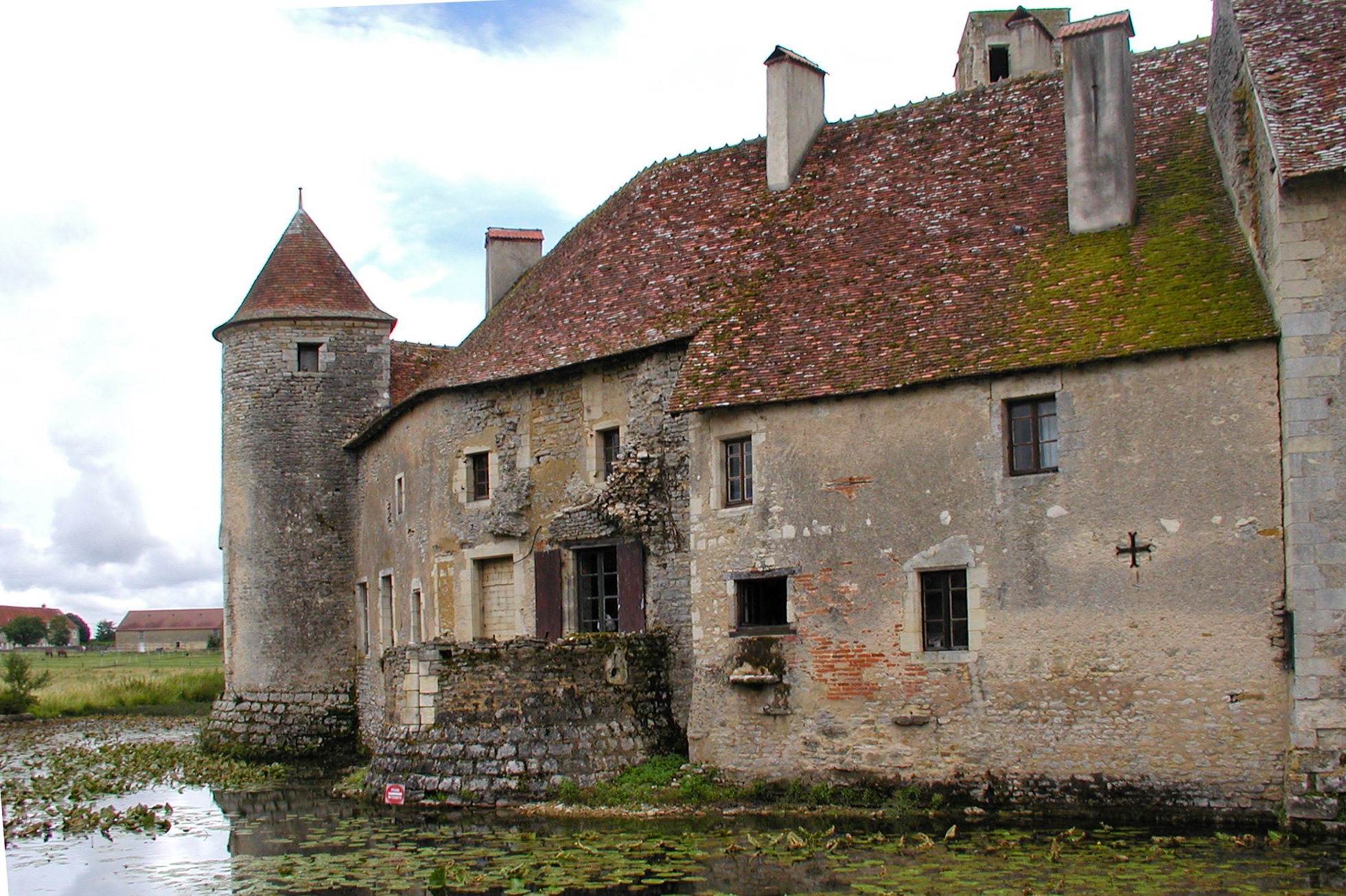
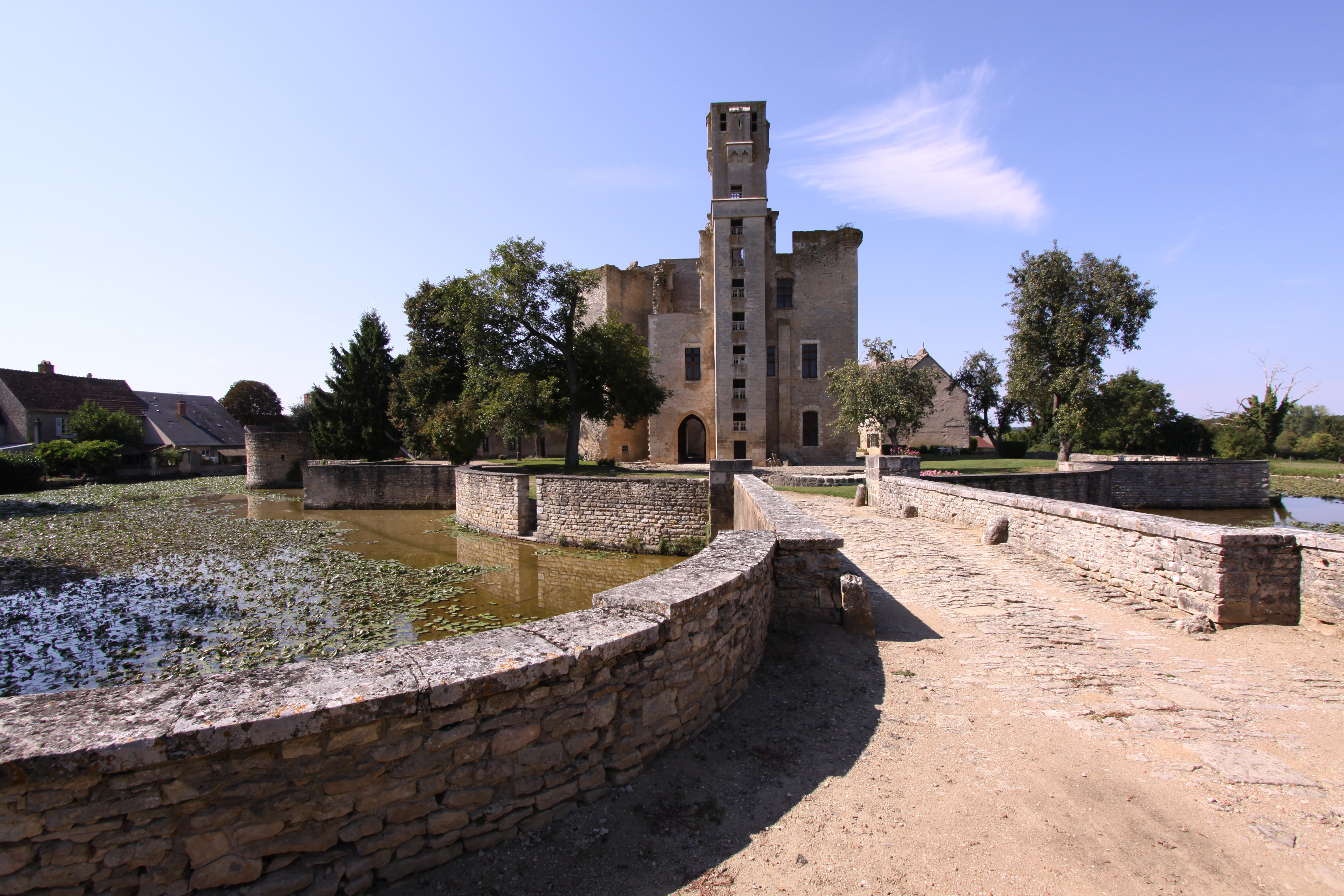